# エンジェルス・イン・アメリカ
『エンジェルス・イン・アメリカ 国家的テーマに関するゲイ・ファンタジア』（えんじぇるす・いん・あめりか こっかてきてーまにかんするげい・ふぁんたじあ、Angels In America: A Gay Fantasia on National Themes）は、トニー・クシュナーによる戯曲。

## 概要
1980年代のニューヨークを舞台に、エイズに冒された同性愛者たちと、その周りの人間模様を描く。
第一部『至福千年紀が近づく』（Millennium Approaches）、第二部『ペレストロイカ』（Perestroika）の2部構成で、第一部は1991年、第二部は1992年に初演された。1993年～1994年に第一部・第二部ともブロードウェイで上演され、それぞれ1993年・1994年のトニー賞で演劇作品賞を受賞。第一部は1993年のピュリッツァー賞で戯曲部門に輝いた。2003年にテレビドラマ化、2004年にフランスでオペラ化されている。

## ストーリー
1980年代、ロナルド・レーガン大統領時代のアメリカ。エイズは同性愛者だけがかかる癌であると思わされていた時代。政治、経済、宗教、人権、法律、医療……アメリカは様々な闇を抱えていた。
赤狩りの時代に権力を得た弁護士ロイ・コーンは、目をかけている連邦控訴裁判所の首席書記官ジョー・ピットをワシントンの司法省に送り込もうとする。しかしジョーは妻ハーパーを気遣い返事を保留する。ハーパーは何故かジョーへの不信感を募らせ精神安定剤を飲んでは現実逃避ばかりしているのだ。ジョーと同じ職場で働くルイスは同性の恋人プライアーからエイズであることを告白される。ショックを受けたルイスはプライアーの前から突然姿を消してしまった。そんな中、ルイスとジョーは出会い、親しくなっていく。息子ジョーから同性愛者であると告白された母ハンナは急遽上京、ひょんなことからプライアーと知り合い、彼の面倒を見るようになる。そのプライアーの前には、突然天使が現れ、彼には使命があると告げていく。一方、ロイ・コーンもまた主治医からエイズを宣告される。しかし彼の病床を訪れるのは天使ではなく、自分が電気椅子送りにした死者だった。

## 主な上演
トニー・クシュナーは、ユリイカ・シアターの委託を受け、『エンジェルス・イン・アメリカ』を1990年のワークショップ公演を経て発表。1991年5月に第一部『至福千年紀が近づく』が、1992年11月に第二部『ペレストロイカ』が初演を迎えた。
1993年5月、ジョージ・C・ウルフの演出により、第一部『至福千年紀が近づく』のブロードウェイ公演が開幕。同年のトニー賞で演劇作品賞を受賞した。1993年11月、第二部『ペレストロイカ』のブロードウェイ公演も開始され、1994年のトニー賞で演劇作品賞を受賞。第一部・第二部ともに、公演は1994年12月に終了した。
その後、ブロードウェイのほか、本作は世界各国で上演が重ねられてきた。クシュナーは第一部・第二部ともに長年にわたる改稿を重ね、2013年に完全版（Complete Edition）を刊行している。
2017年4月、イギリス・ロンドンのロイヤル・ナショナル・シアターにて、マリアン・エリオットによる新演出版が開幕。アンドリュー・ガーフィールドらを出演者に迎えたこの上演は、ローレンス・オリヴィエ賞の最優秀リバイバル賞などを受賞した。その後、2018年にはブロードウェイ公演も実施され、トニー賞でも最優秀リバイバル賞などを受賞している。

## ナショナル・シアター・ライブ版
2017年4～8月、イギリス・ロンドンのロイヤル・ナショナル・シアター リトルトン劇場にて上演されたマリアン・エリオット演出版を収録したもので、世界各国で上映された。出演者はアンドリュー・ガーフィールド、ネイサン・レイン、デニース・ゴフ、スーザン・ブラウンほか。上映時間は第一部が3時間58分、第二部が4時間28分（ともに休憩を含む）。
2021年2月、ナショナル・シアターのストリーミング・サービスNational Theatre at Homeでも配信された。

## 日本での主な上演
1994年11月、ロバート・アラン・アッカーマンの演出により、第一部『至福千年紀が近づく』を銀座セゾン劇場にて上演。翻訳は吉田美枝。出演は宝田明（ロイ・コーン役）、堤真一（ジョー役）、余貴美子（ハーパー役）、高橋和也（プライアー役）、小須田康人（ルイス役）、天宮良（ベリーズ役）、麻美れい（天使役）、佐藤オリエ（ハンナ役）。
2004年1～2月、ロバート・アラン・アッカーマンの演出により、tpt（theater project tokyo）が、第一部『至福千年紀が近づく』・第二部『ペレストロイカ』をベニサン・ピットにて一挙上演。翻訳は薛珠麗。出演は中川安奈（ハーパー役）、山本亨（ロイ・コーン役）、パク・ソヒ（ジョー役）、斉藤直樹（プライアー役）、矢内文章（ベリーズ役）、池下重大（ルイス役）、松浦佐知子（ハンナ役）、植野葉子（エミリー役他）、深貝大輔（ラビ役他）、チョウソンハ（天使役）、藤沢大悟（天使役他）、小谷真一（天使役他）。第39回紀伊國屋演劇賞団体賞、第12回読売演劇大賞優秀作品賞、第12回読売演劇大賞優秀演出家賞受賞。2007年に同会場で再演。
2009年9月、杉原邦生の演出により、杉原の主宰するプロデュース公演カンパニー・KUNIOが、第一部『至福千年紀が近づく』を京都芸術センター フリースペースにて上演。2011年9～10月、第二部『ペレストロイカ』を含む一挙上演を京都芸術センター 講堂／自由学園明日館 講堂にて実施。いずれも翻訳は吉田美枝。
2023年4月～5月、上村聡史の演出により、東京・新国立劇場によるフルオーディション企画として上演予定。出演は鈴木杏（ハーパー役）、山西惇（ロイ・コーン役）、坂本慶介（ジョー役）、岩永達也（プライアー役）、浅野雅博（ベリーズ役）、長村航希（ルイス役）、那須佐代子（ハンナ役）、水夏希（天使役）他。翻訳は小田島創志。

## テレビドラマ版
『エンジェルス・イン・アメリカ』（Angels in America）は、2003年に製作されたアメリカ合衆国のテレビドラマ。日本ではWOWOWで放送された。
全6話構成で、戯曲の2部構成を踏襲しており、前半3話が第一部『至福千年紀が近づく』にあたるパート1、後半3話が第二部『ペレストロイカ』にあたるパート2。各エピソードはチャプター（Chapter）という呼称で扱われている。
製作・放送はHBOが担当し、アメリカでは2003年12月8～10日にパート1、12月15～17日にパート2が放送された。エミー賞で作品賞を含む11部門、ゴールデングローブ賞で5部門を受賞。

### キャスト
※括弧内は日本語吹替
- ロイ・コーン - アル・パチーノ（小林清志）
- ハンナ・ピット/エセル・ローゼンバーグ/ラビ - メリル・ストリープ（谷育子）
- ジョー・ピット - パトリック・ウィルソン（川本克彦）
- ハーパー・ピット - メアリー＝ルイーズ・パーカー（沢海陽子）： ジョーの妻。
- 天使/エミリー/ホームレス - エマ・トンプソン（幸田直子）
- ベリーズ/ミスター・ライズ - ジェフリー・ライト（落合弘治）
- プライアー・ウォルター - ジャスティン・カーク（後藤敦）
- ルイス・イロンソン - ベン・シェンクマン（檀臣幸）
- プライアー・ウォルターの先祖1 - マイケル・ガンボン
- プライアー・ウォルターの先祖2 - サイモン・キャロウ
- ヘンリー医師 - ジェームズ・クロムウェル： ロイの主治医。

### スタッフ
- 原作・脚本：トニー・クシュナー
- 監督：マイク・ニコルズ
- 音楽：トーマス・ニューマン
- 撮影監督：スティーヴン・ゴールドブラット
- 美術：スチュアート・ワーツェル
- 編集：ジョン・ブルーム、アントニア・ヴァン・ドリムレン
- 衣裳デザイナー：アン・ロス